# Gastrennung
Als Gastrennung wird die Technik bezeichnet, verschiedene Gase zum Beispiel mit Hilfe von Membranen oder auf Grund ihrer physikalischen Eigenschaften (Siedepunkt/Masse) zu trennen.

## Linde-Verfahren
Beim Linde-Verfahren wird ein Gasgemisch unter Druck gesetzt, abgekühlt und relaxiert, und dies so oft, bis sich die einzelnen Fraktionen nach ihrem Siedepunkt sortiert verflüssigen. Das Linde-Verfahren zur Gasverflüssigung setzt einen positiven Joule-Thomson-Koeffizienten voraus. Gase wie zum Beispiel He müssen unter die Inversionstemperatur vorgekühlt werden.

## Membranverfahren
Hierbei werden Gase aufgrund ihrer Größe und/oder ihrer Affinität über Membranen getrennt. Die erzielbare Reinheit bei Sauerstoff-Stickstoff-Trennung über Membranen erreicht nicht die Reinheit des kryogenen Linde-Verfahrens. Ist eine geringere Reinheit oder gar nur die Anreicherung einer Komponente – etwa Sauerstoff in der Atemluft – ausreichend, stellt das Membranverfahren eine energie- und kostensparende Alternative dar. So ist eine Reinheit von 99,5 % bei Stickstoff oft ausreichend, und es werden derzeit schätzungsweise 30 % des Stickstoffbedarfs über die Membrantechnik gedeckt.
Eine weitere Anwendung finden Membranen in der Abscheidung von Kohlendioxid und Stickstoff/Wasserstoff. Membranen aus Multiblock-Copolymeren, bestehend aus Polyethylenglycol (PEG) und Polyamid (PA), sind für Kohlendioxid leicht und schnell durchlässig, während sie für Stickstoff und Wasserstoff nur eine sehr geringe Durchlässigkeit aufweisen. Diese jüngst entwickelten Membranen könnten im sogenannten „emissionsfreien Kraftwerk“ zum Einsatz kommen.

## Gaszentrifugen
Gaszentrifugen trennen Gase mit Hilfe der Zentripetalkraft aufgrund ihrer Masseunterschiede.

## Gaschromatographen
Im Gaschromatographen werden Gase einer Probe durch Absorption/Desorption an einem durchströmten Trägermaterial getrennt, um am Ende der Säule sequenziell analysiert zu werden.

## Druckwechsel-Adsorption
Druckwechsel-Adsorption (englisch PSA - pressure swing adsoption) in einem Paar Druckkessel mit körnigem Molekülsieb als Adsorbens dient etwa zur Luftzerlegung.

## Anwendungsgebiete
- Brennstoffzelle
- Wasserstoffseparation für die Energiegewinnung
- Aufreinigung von Biogasen, Deponiegasen und Erdgas (Abtrennung von CO2; H2S und Silanen)
- Stickoxid-Minderung mittels Stickstoffanreicherung (RWTH Aachen)
- Membranverfahren: Stickstoffgeneratoren, wie sie beispielhaft für die HPLC-MS-Kopplung eingesetzt werden, funktionieren nach diesem Prinzip.